# کلارینز
کلارینز (به اسپانیایی: Clarines) یک شهر در ونزوئلا است که در Manuel Ezequiel Bruzual واقع شده‌است. کلارینز ۱۵٬۰۰۰ نفر جمعیت دارد و ۸ متر بالاتر از سطح دریا واقع شده‌است.

## خواهرخوانده
شهر Guanape خواهرخواندهٔ کلارینز هست.